# Bruce Djite
Bruce Djite (Washington D.C., 25 maart 1987) is een Australische voetballer die onder contract staat bij Adelaide United.

## Biografie
Djite werd geboren in de Verenigde Staten en verhuisde naar Sydney met zijn ouders toen hij drie jaar oud was. Zijn vader komt uit Ivoorkust en zijn moeder uit Togo.

## Erelijst

### Individueel
- A-League Talent van het jaar: 2007-2008

## Statistieken
| Seizoen | Club              | Land      | Competitie   | Wedstrijden | Doelpunten |
| ------- | ----------------- | --------- | ------------ | ----------- | ---------- |
| 2006/07 | Adelaide United   | Australië | A-League     | 4           | 0          |
| 2007/08 | Adelaide United   | Australië | A-League     | 12          | 6          |
| 2008/09 | Gençlerbirliği    | Turkije   | Süper Lig    | 28          | 6          |
| 2009/10 | Gençlerbirliği    | Turkije   | Süper Lig    | 5           | 0          |
| 2009/10 | Diyarbakirspor    | Turkije   | Süper Lig    | 9           | 0          |
| 2010/11 | Gold Coast United | Australië | A-League     | 23          | 10         |
| 2010/11 | Jiangsu Sainty    | China     | Super League | 12          | 4          |
| 2011/12 | Adelaide United   | Australië | A-League     | 24          | 5          |
| Totaal  | Totaal            | Totaal    | Totaal       | 117         | 31         |